# 八穀八
鹿豹座31，又名BD+59 920，HD 39220、SAO 25447、HR 2027，是鹿豹座的一颗恒星，视星等为5.2，位于銀經153.44，銀緯16.59，其B1900.0坐标为赤經5h 46m 0.3s，赤緯+59° 16.59′ 57″。